# Esteve Valls i Robinson
Esteve Valls i Robinson, nascut el 10 de desembre del 1971 a Arràs (França) és un periodista nord-català vinculat a diversos mitjans de comunicació. Entre ràdio, televisió i internet, explota la seua formació musical i literària en benefici d'una visió actual de la realitat catalana i europea, en llengua catalana i en llengua francesa. Des del 2005 és president de l'associació Catalunya Nord Punt Com / Catalogne Nord Point Com, destinada a la promoció del recursos nord catalans en el marc eurocatalà a través de la xarxa internet.
Des de 1983 a 1991 formà part de Ràdio Arrels. Col·labora amb France Bleu Roussillon des de 1991 i amb France 3 Roussillon, des de 1995. Entre 1998 i 1999 va treballar amb el setmanari La Semaine du Roussillon i entre 2000 i 2001, amb Perpignan Infos TV. Des del 2000 edita la web Catalunya-nord.com i el magazine digital La Clau (2006-2011), que comptava amb l'ajut tecnològic de Tirabol.
El 1993 publicà el recull de poesia Interruptus (Llibreria 22, Girona).